# Ranunculus cyclocarpus
Ranunculus cyclocarpus är en ranunkelväxtart som beskrevs av Renato Pampanini. Ranunculus cyclocarpus ingår i släktet ranunkler, och familjen ranunkelväxter. Inga underarter finns listade i Catalogue of Life.